# بائن
البائن هو صفة للمرأة التي فارقها زوجها، بما لا رجعة بعده. وتصير المرأة بائنا بأحد أسباب البينونة، التي تمنع الزوج من حق الرجعة.

## معنى بائن
البائن في اللغة من البين وهو: (البعد) ومنه قول الشاعر: «بانت سعاد» أي: بعدت، ويقال بانت النخلة، إذا كانت بعيدة عن الناظر بسبب ارتفاعها.

### في الفقة
بمعنى: الفرقة بين الزوجين التي لا يحق للزوج بسببها الرجعة.

## الطلاق البائن
الطلاق البائن نوع من أنواع البينونة، وتسمى: (بينونة الطلاق)؛ لأن سببها هو الطلاق الموصوف بالبينونة، وهو:
1. بينونة الطلاق الثلاث
2. بينونة الطلاق قبل الدخول
3. بينونة الخلع

## أنواع الطلاق البائن

### البينونة الصغرى
الطلاق البائن بينونة صغرى هو طلاق يحق له به للرجل إرجاع زوجته، لكن بعقد جديد ومهرٍ جديد. ومن الأمثلة على ذلك:
1- كأن طلقها الطلقة الأولى أو الثانية، وأنهت عدتها دون أن يراجعها، فعندها تصبح بائنة منه بينونة صغرى.
قال تعالى: ﴿وَإِذَا طَلَّقْتُمُ النِّسَاءَ فَبَلَغْنَ أَجَلَهُنَّ فَلَا تَعْضُلُوهُنَّ أَنْ يَنْكِحْنَ أَزْوَاجَهُنَّ إِذَا تَرَاضَوْا بَيْنَهُمْ بِالْمَعْرُوفِ ذَلِكَ يُوعَظُ بِهِ مَنْ كَانَ مِنْكُمْ يُؤْمِنُ بِاللَّهِ وَالْيَوْمِ الْآخِرِ ذَلِكُمْ أَزْكَى لَكُمْ وَأَطْهَرُ وَاللَّهُ يَعْلَمُ وَأَنْتُمْ لَا تَعْلَمُونَ ۝٢٣٢﴾ [البقرة:232].
2- ومن أمثلة ذلك أيضًا الطلاق على عوض، أي الخلع: فهنا تبين منه بينونة صغرى بمجرد مفارقتها، وحتى لو لم تنقضي العدة.
3- من أمثلة ذلك أيضًا إذا طلقها قبل الدخول بها، فطلاقها هنا طلاقٌ بائن، لا تعود إليه إلا بعقدٍ جديد ومهرٍ جديد. فجاء في «الموسوعة الفقهية» في شروط الرجعة: "الشرط الثاني: أن تحصل الرجعة بعد الدخول بالزوجة المطلقة، فإن طلقها قبل الدخول وأراد مراجعتها: فليس له الحق في ذلك. وهذا بالاتفاق لقوله تعالى: ﴿يَا أَيُّهَا الَّذِينَ آمَنُوا إِذَا نَكَحْتُمُ الْمُؤْمِنَاتِ ثُمَّ طَلَّقْتُمُوهُنَّ مِنْ قَبْلِ أَنْ تَمَسُّوهُنَّ فَمَا لَكُمْ عَلَيْهِنَّ مِنْ عِدَّةٍ تَعْتَدُّونَهَا فَمَتِّعُوهُنَّ وَسَرِّحُوهُنَّ سَرَاحًا جَمِيلًا ۝٤٩﴾ [الأحزاب:49]".
4- ومن أمثلة ذلك الطلاق لرفع الضرر عن الزوجة:
وهنا يوقعه القاضي بعد أن تطلب الزوجة ذلك، بسبب ضرٍ يصيبها. فتكون هنا بائنة منه بينونة صغرى. فإن أراد الزوج أن يعيدها خلال فترة العدة، فله ذلك لكن بعقدٍ جديد ومهرٍ جديد.

### البينونة الكبرى
الطلاق البائن بينونة كبرى هو طلاق لا يحق فيه للرجل أن يعيد زوجته إلى عصمته، ولو بعقدٍ جديد. فإذا طلقها الطلقة الثالثة، فحينها لا تحل له إن أرادا أن يعودا لبعضهما، إلا إن نكحت بعده زوجًا غيره نكاحًا شرعيًا ينويان فيه دوام زواجهما ودخل بها ووطئها، لكن حصل طلاق بينهما، فحينها يمكنها الرجوع لزوجها الأول بعد أن تقضي عدتها. ولكن بعقدٍ جديد ومهرٍ جديد.
ودليل ذلك قوله تعالى: ﴿الطَّلَاقُ مَرَّتَانِ فَإِمْسَاكٌ بِمَعْرُوفٍ أَوْ تَسْرِيحٌ بِإِحْسَانٍ وَلَا يَحِلُّ لَكُمْ أَنْ تَأْخُذُوا مِمَّا آتَيْتُمُوهُنَّ شَيْئًا إِلَّا أَنْ يَخَافَا أَلَّا يُقِيمَا حُدُودَ اللَّهِ فَإِنْ خِفْتُمْ أَلَّا يُقِيمَا حُدُودَ اللَّهِ فَلَا جُنَاحَ عَلَيْهِمَا فِيمَا افْتَدَتْ بِهِ تِلْكَ حُدُودُ اللَّهِ فَلَا تَعْتَدُوهَا وَمَنْ يَتَعَدَّ حُدُودَ اللَّهِ فَأُولَئِكَ هُمُ الظَّالِمُونَ ۝٢٢٩ فَإِنْ طَلَّقَهَا فَلَا تَحِلُّ لَهُ مِنْ بَعْدُ حَتَّى تَنْكِحَ زَوْجًا غَيْرَهُ فَإِنْ طَلَّقَهَا فَلَا جُنَاحَ عَلَيْهِمَا أَنْ يَتَرَاجَعَا إِنْ ظَنَّا أَنْ يُقِيمَا حُدُودَ اللَّهِ وَتِلْكَ حُدُودُ اللَّهِ يُبَيِّنُهَا لِقَوْمٍ يَعْلَمُونَ ۝٢٣٠﴾ [البقرة:229–230].
وإن طلقها للمرة الأولى، لكن طلقة متعددة، كأن يقول طلقتك ثلاثًا، أو طلقتك 10 مرات، تبين منه بينونة كبرى عند بعض العلماء، وبعضهم جعلها طلقة واحدة. لكن إن كانت غير مدخولٍ بها فطلقها طلقات متعددة لا تُحسب إلا واحدة، فتبين هنا بينونةً صغرى، فجاء في المغني: «فأما غير المدخول بها، فلا تطلق إلا طلقة واحدة، سواء نوى الإيقاع أو غيره، وسواء قال ذلك منفصلا، أو متصلا».
إلا أنَّ الحنابلة اعتبروا الخلوة كالدخول، ولها شروطها.

## عدة المطلقة طلاقًا بائنًا
تعتد المطلقة طلاقًا بائنًا بينونة كبرى في بيت أهلها، وليس في بيت زوجها، ذلك أنها لم تعد تحل له، فتعتد حيث شاءت، فإن اختارت بيتًا ما لتعتد فيه فيجب عليها أن تبيت فيه.
وليس لها عليه نفقة ولا سُكنى في الحالة العادية. وذلك لحديثٍ عن فاطمة بنت قيس: «أنه طَلَّقَها زَوجُها في عَهدِ النَّبيِّ صلَّى اللهُ عليه وسلَّم، وكان أنفَقَ عليها نَفَقةَ دُونٍ، فلمَّا رأت ذلك قالت: واللهِ لأُعلِمَنَّ رَسولَ اللهِ صلَّى اللهُ عليه وسلَّم، فإنْ كان لي نَفَقةٌ أخَذْتُ الذي يُصلِحُني، وإنْ لم تكُنْ لي نَفَقةٌ لم آخُذْ منه شيئًا. قالت: فذكَرْتُ ذلك لِرَسولِ اللهِ صلَّى اللهُ عليه وسلَّم، فقال: ((لا نَفَقةَ لكِ ولا سُكْنى))».